# Eus
Eus is een gemeente in het Franse departement Pyrénées-Orientales (regio Occitanie). De plaats maakt deel uit van het arrondissement Prades. Eus is lid van Les Plus Beaux Villages de France. Eus telde op 1 januari 2022 381 inwoners.

## Geografie
De oppervlakte van Eus bedroeg op 1 januari 2022 20,08 vierkante kilometer; de bevolkingsdichtheid was toen 19 inwoners per km².

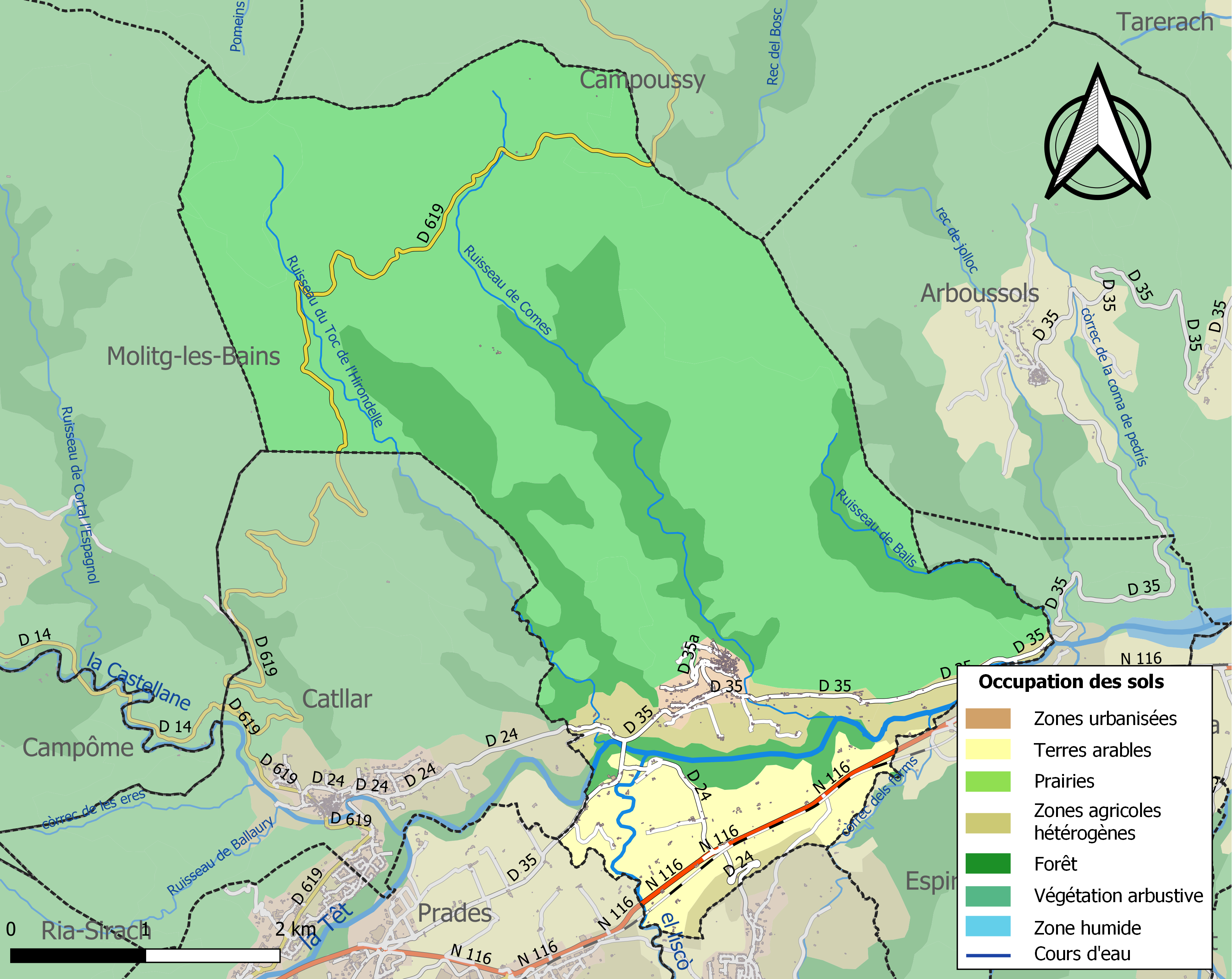
Kaart van de gemeente met de belangrijkste infrastructuur, bodemgebruik en omliggende gemeenten

## Demografie
Onderstaande figuur toont het verloop van het inwonertal (bron: INSEE-tellingen).